# Madrigal (Band)
Madrigal ist eine türkische Alternative-Rock-Band, die im Jahr 2007 gegründet wurde.

## Geschichte
Im Jahr 2015 erschien die EP Neden Diye Sorma. Anschließend veröffentlichte die Band diverse Songs.
Der Durchbruch gelang ihnen im Jahr 2020 mit der Single Seni Dert Etmeler, welche heute zu den am meisten gehörten türkischen Songs auf Spotify gehört.
Ein Jahr später erschien das erste Album Neogazino. Die Singleauskopplungen Ne Zamandır Sendeyim und Dip wurden ebenfalls erfolgreich.
In den Jahren 2021 und 2023 gewann die Band jeweils den Altın Kelebek Award in der Kategorie "Beste Musikgruppe".
Vor allem durch die letzten musikalischen Veröffentlichungen hat sich die Band Madrigal landesweit in der Türkei bekannt gemacht.

## Diskografie

### Alben
- 2021: Neogazino
- 2025: Sana Ait

### EPs
- 2015: Neden Diye Sorma
- 2024: Yeşil Vadi Live Sessions

### Singles
- 2015: Neden Diye Sorma
- 2015: İstanbul Hatırası
- 2017: Sonunda
- 2018: Yapboz
- 2019: Kelebekler
- 2020: Seni Dert Etmeler
- 2020: Aynadaki Görüntün
- 2021: Ne Zamandır Sendeyim
- 2021: Dip
- 2021: Bambaşka
- 2022: Geçme Artık Sokağımdan
- 2022: Senden Yoksun
- 2023: Yaşayamam Bu Benle
- 2024: Sen ya da Hiç
- 2024: Ellerimde Çiçekler
- 2025: Bir Sevmek Bin Defa Ölmek Demekmiş
- 2025: Deli

Quelle:

## Auszeichnungen
- 2021: Altın Kelebek Award in der Kategorie Beste Musikgruppe
- 2023: Altın Kelebek Award in der Kategorie Beste Musikgruppe